# Skeletocutis
Skeletocutis (лат.) — род древесных грибов семейства полипоровые. Название этого гриба впервые опубликовано в 1958 году.
Вызывает белую гниль древесины. Хотя большинство видов встречаются на мертвой древесине различных пород хвойных и лиственных пород, некоторые растут на мёртвых плодовых телах других трутовиков. Тропический китайский вид скелетокутис бесформенный (Skeletocutis bambusicola) произрастает на мёртвом бамбуке.

## Галерея

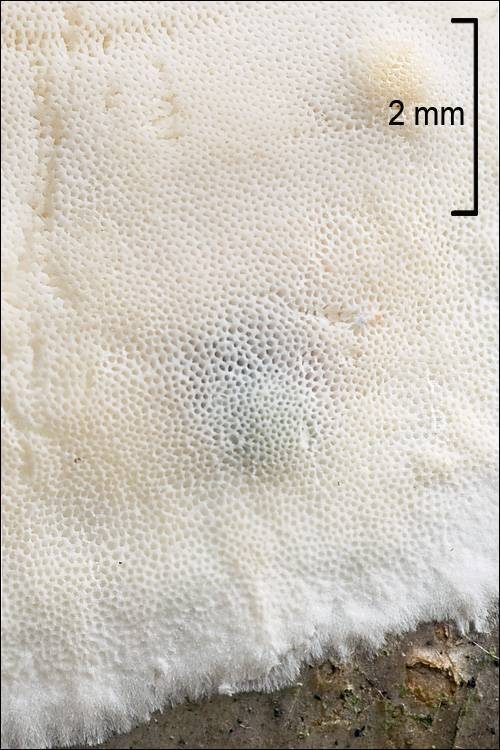
Skeletocutis nivea
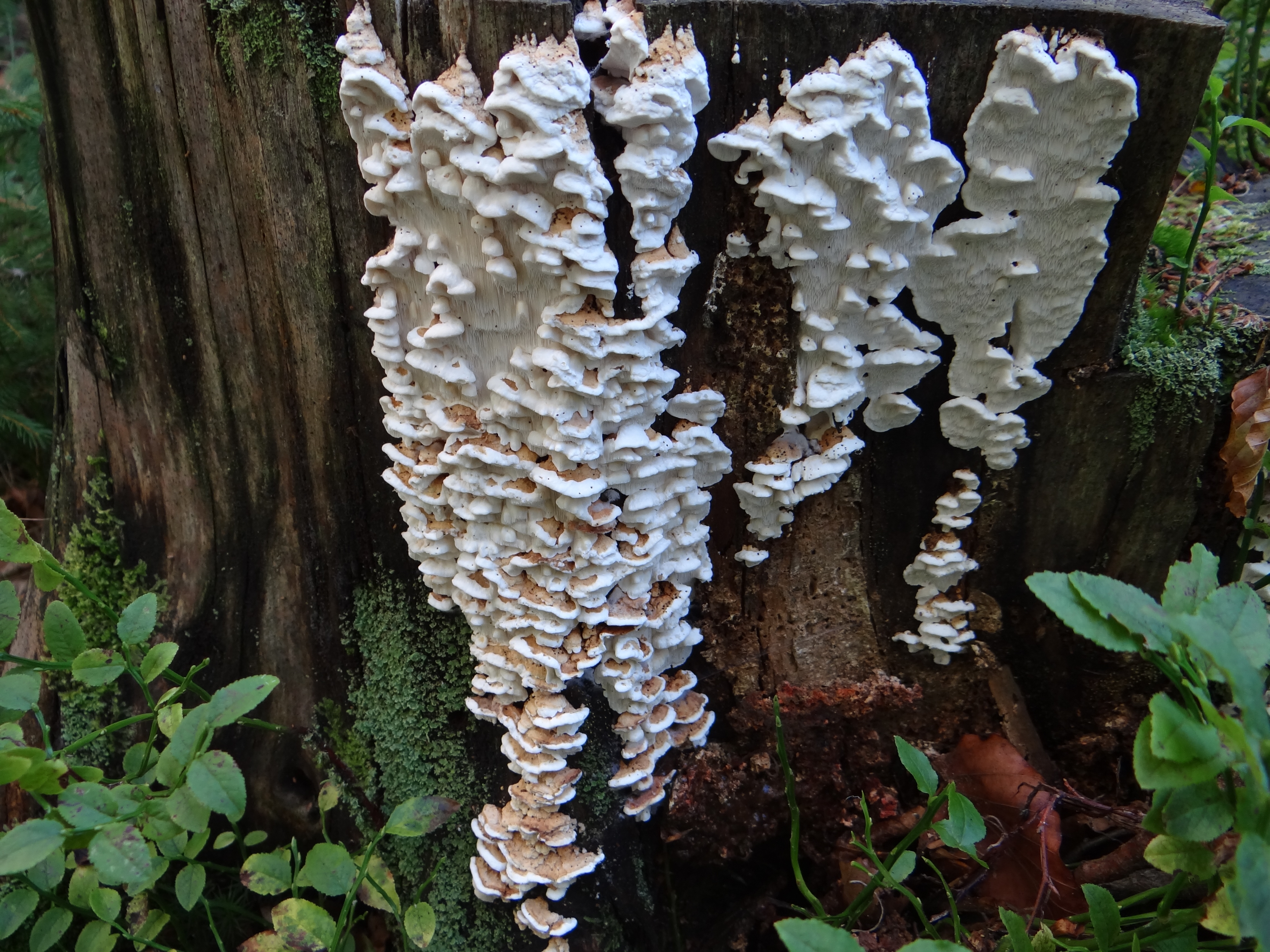
Skeletocutis amorpha
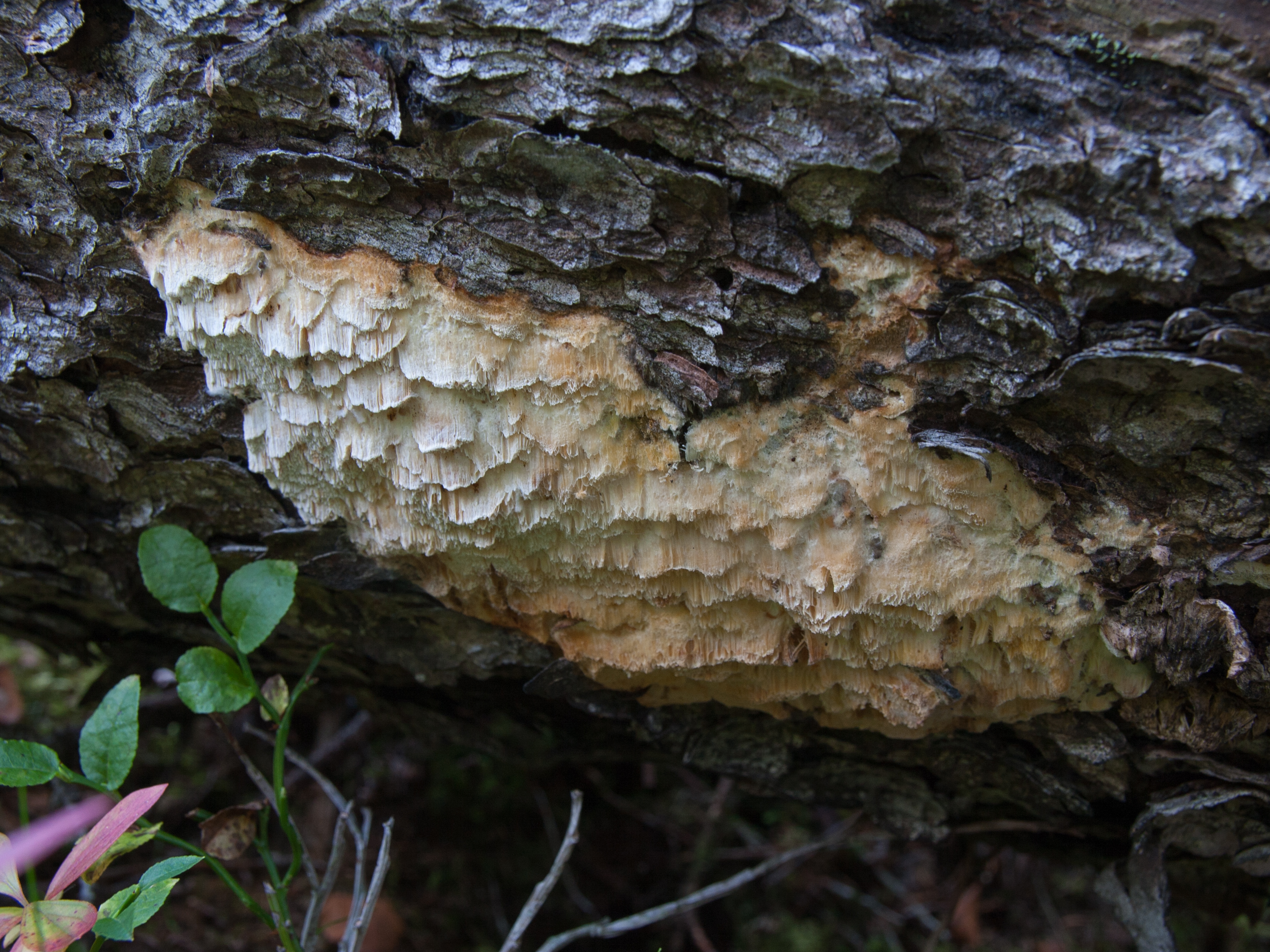
Skeletocutis odora

## Источник
- Kotlába, F.; Pouzar, Z. 1958. Polypori novi vel minus cogniti Cechoslovakiae III. Ceská Mykologie. 12(2):95-104 — P.103